# Jinitiator
Jinitiator — версия JVM сделанная и распространяемая компанией Oracle Corporation. Она позволяет работать в веб-браузере поддерживающему работу в web клиентскому приложению Oracle Forms. Эта JVM вызывается только если был осуществлен доступ, послан запрос к основанному на веб Приложению Oracle. Это поведение в браузере осуществляется плагином или элементом управления ActiveX, в зависимости от браузера.
Первые два номера версии примерно следовали Конвенции нумерации Sun Java. Это означает, что, например, Jinitiator 1.3.1.25 основан на JDK 1.3 или более поздней версии.
Основной причиной разработки Jinitiator для Oracle было поддержать работу Oracle Forms в Интернете в более ранних версиях, из-за ошибки в более ранних версиях JDK. В последней версии Форм (Oracle Forms), версии 10.1.2.0.2, Oracle работал в тесном сотрудничестве с Sun для поэтапного свёртывания Jinitiator, и официально поддерживал версии 1.4.2 и 1.5.0 Sun JDK. Подробные сведения см. в последнием выпуске Платформа клиента: Заявление о Направлении.
Oracle объявил Архивная копия от 22 июля 2012 на Wayback Machine, что предстоящий релиз Форм, версия 11, будет поддерживать JDK 1.6, что, скорее всего, полностью устранит необходимость в Jinitiator .
25 января 2008 года Oracle сертифицировал Java 1.6u2 для использования, исключив таким образом необходимость в Jinitiator.